# 千葉県道31号茂原白子線

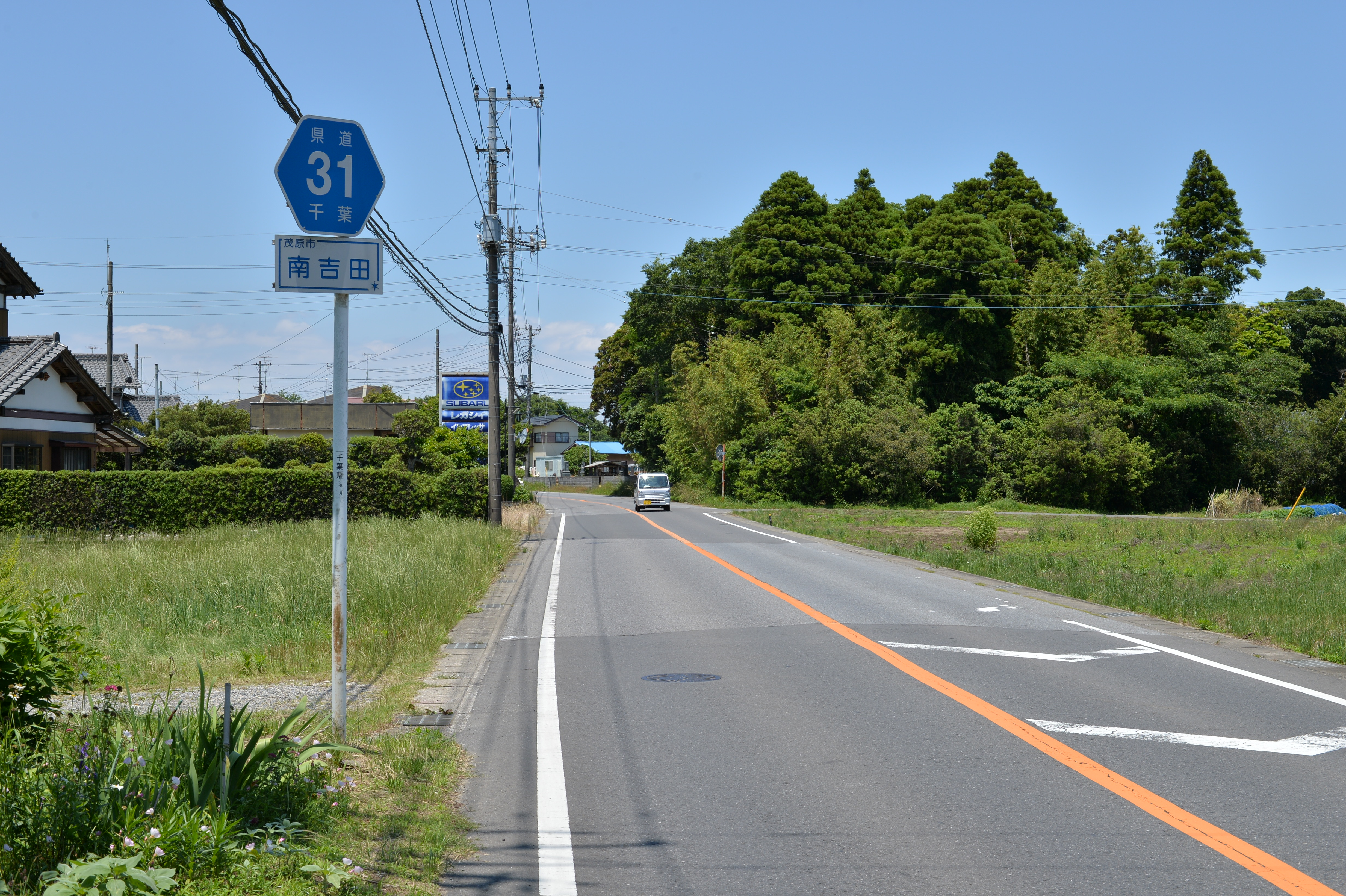
千葉県道31号茂原白子線
茂原市白子（2015年6月）

千葉県道31号茂原白子線（ちばけんどう31ごう もばらしらこせん）は、千葉県茂原市本納の「白子入口」交差点を起点とし、千葉県長生郡白子町古所の千葉県道30号飯岡一宮線との交点である交差点を終点とする主要地方道である。

## 路線データ
- 起点：千葉県茂原市本納「白子入口」交差点（国道128号交点）
- 終点：千葉県長生郡白子町古所「白子インター前」交差点 （千葉県道30号飯岡一宮線交点）
- 総延長：9.950 km（長生土木事務所管内：9.950 km）
- 重用延長：なし（長生土木事務所管内：0.0 km）
- 実延長：9.950 km（長生土木事務所管内：9.950 km[1]）

## 通過する自治体
- 千葉県
  - 茂原市 - 長生郡白子町

## 交差する道路
- 国道128号
- 千葉県道138号正気茂原線
- 千葉県道123号一宮片貝線
- 千葉県道30号飯岡一宮線（終点）